# Rugby Europe Trophy 2019-20
El Rugby Europe Trophy o Seis Naciones C de la temporada 2019-2020 fue la cuarta edición del tercer torneo en importancia de rugby en Europa por debajo del Seis Naciones y el Championship.
El campeón tendrá la posibilidad de ascender luego de disputar el repechaje frente al último lugar del Rugby Europe Championship 2020.
Debido a la pandemia de coronavirus la selección de Países Bajos fue declarada campeona del torneo luego que los partidos restantes en la lucha por el campeonato fueran declarados como empatados, además el descenso fue cancelado en esta temporada.

## Posiciones
| Pos. | País         | Encuentros | Encuentros | Encuentros | Encuentros | Tantos  | Tantos    | Tantos     | Puntos Bonus | Puntos |
| Pos. | País         | jugados    | ganados    | empatados  | perdidos   | a favor | en contra | diferencia | Puntos Bonus | Puntos |
| ---- | ------------ | ---------- | ---------- | ---------- | ---------- | ------- | --------- | ---------- | ------------ | ------ |
| 1    | Países Bajos | 5          | 4          | 1          | 0          | 144     | 38        | +106       | 3            | 21     |
| 2    | Suiza        | 5          | 2          | 2          | 1          | 93      | 52        | +41        | 2            | 14     |
| 3    | Ucrania      | 5          | 2          | 2          | 1          | 60      | 74        | -14        | 1            | 14     |
| 4    | Alemania     | 5          | 1          | 2          | 2          | 62      | 85        | -23        | 0            | 8      |
| 5    | Lituania     | 4          | 1          | 1          | 3          | 61      | 103       | -42        | 1            | 7      |
| 6    | Polonia      | 5          | 1          | 0          | 4          | 44      | 112       | -68        | 1            | 5      |

Nota: Se otorgan 4 puntos por victoria, 2 por empate y 0 por derrota.
Puntos Bonus: 1 punto por convertir, al menos, 3 ensayos más que el rival en un partido (BO) y 1 al equipo que pierda por 7 o menos puntos de diferencia (BD).

## Partidos
| 26 de octubre de 2019 | Ucrania | 27 - 10 | Lituania | Dynamo Stadium, Járkov |  |

| 2 de noviembre de 2019 | Polonia | 15 - 35 | Alemania | Stadion Mijeski, Lodz |  |

| 9 de noviembre de 2019 | Países Bajos | 64 - 8 | Ucrania | NRCA Stadium, Ámsterdam |  |

| 23 de noviembre de 2019 | Lituania | 9 - 40 | Suiza | Šiaulių savivaldybės stadionas, Šiauliai |  |

| 23 de noviembre de 2019 | Suiza | 20 - 23 | Polonia | Stade Municipal, Yverdon-les-Bains |  |

| 23 de noviembre de 2019 | Alemania | 7 - 37 | Países Bajos | Fritz-Grunebaum-Sportpark, Heidelberg |  |

| 29 de febrero de 2020 | Alemania | 20 - 33 | Suiza | Fritz-Grunebaum-Sportpark, Heidelberg |  |

| 29 de febrero de 2020 | Países Bajos | 7 - 6 | Polonia | NRCA Stadium, Ámsterdam |  |

| 7 de marzo de 2020 | Países Bajos | 36 - 17 | Lituania | NRCA Stadium, Ámsterdam |  |

| 14 de marzo de 2020                                                       | Suiza | 0 - 0 | Países Bajos | Stade des Cherpines, Plan-les-Ouates |  |
| El partido fue declarado como empate debido a la pandemia de coronavirus. |       |       |              |                                      |  |

| 21 de marzo de 2020                                                       | Alemania | 0 - 0 | Lituania | Fritz-Grunebaum-Sportpark, Heidelberg |  |
| El partido fue declarado como empate debido a la pandemia de coronavirus. |          |       |          |                                       |  |

| 18 de abril de 2020                                                                               | Lituania | 25 - 0 | Polonia |  |  |
| El partido fue declarado como triunfo por 25 a 0 de Lituania debido a la pandemia de coronavirus. |          |        |         |  |  |

| 25 de abril de 2020                                                                              | Polonia | 0 - 25 | Ucrania |  |  |
| El partido fue declarado como triunfo por 25 a 0 de Ucrania debido a la pandemia de coronavirus. |         |        |         |  |  |

| 2 de mayo de 2020                                                         | Ucrania | 0 - 0 | Suiza |  |  |
| El partido fue declarado como empate debido a la pandemia de coronavirus. |         |       |       |  |  |

| 17 de mayo de 2020                                                        | Ucrania | 0 - 0 | Alemania |  |  |
| El partido fue declarado como empate debido a la pandemia de coronavirus. |         |       |          |  |  |